# Knut Röriksson

Die angelsächsischen Königreiche zu Beginn des 9. Jahrhunderts

Knut Röriksson war ein Sohn des dänischen Wikingerfürsten Rörik I. († 844 oder 846), der mit seinen Brüdern nach langen Erbfolgekriegen aus Dänemark vertrieben worden war und danach in Friesland und im Gebiet der Rheinmündung marodierte und kurzzeitig sogar Lehnsmann Kaiser Lothars als Graf von Kimmen in Friesland war. Knuts Großvater Halfdan II. († um 810) war von 804 bis 810 Herrscher von Haithabu.
Knut ging wohl mit dem Großen Heidnischen Heer der dänischen Wikinger um 865 nach Nordengland, war dort nach der Eroberung des Danelags und Northumbrias in verheerende Bürgerkriege verwickelt und wurde im Jahr 894 König von Jórvík.